# Música de los Estados Unidos

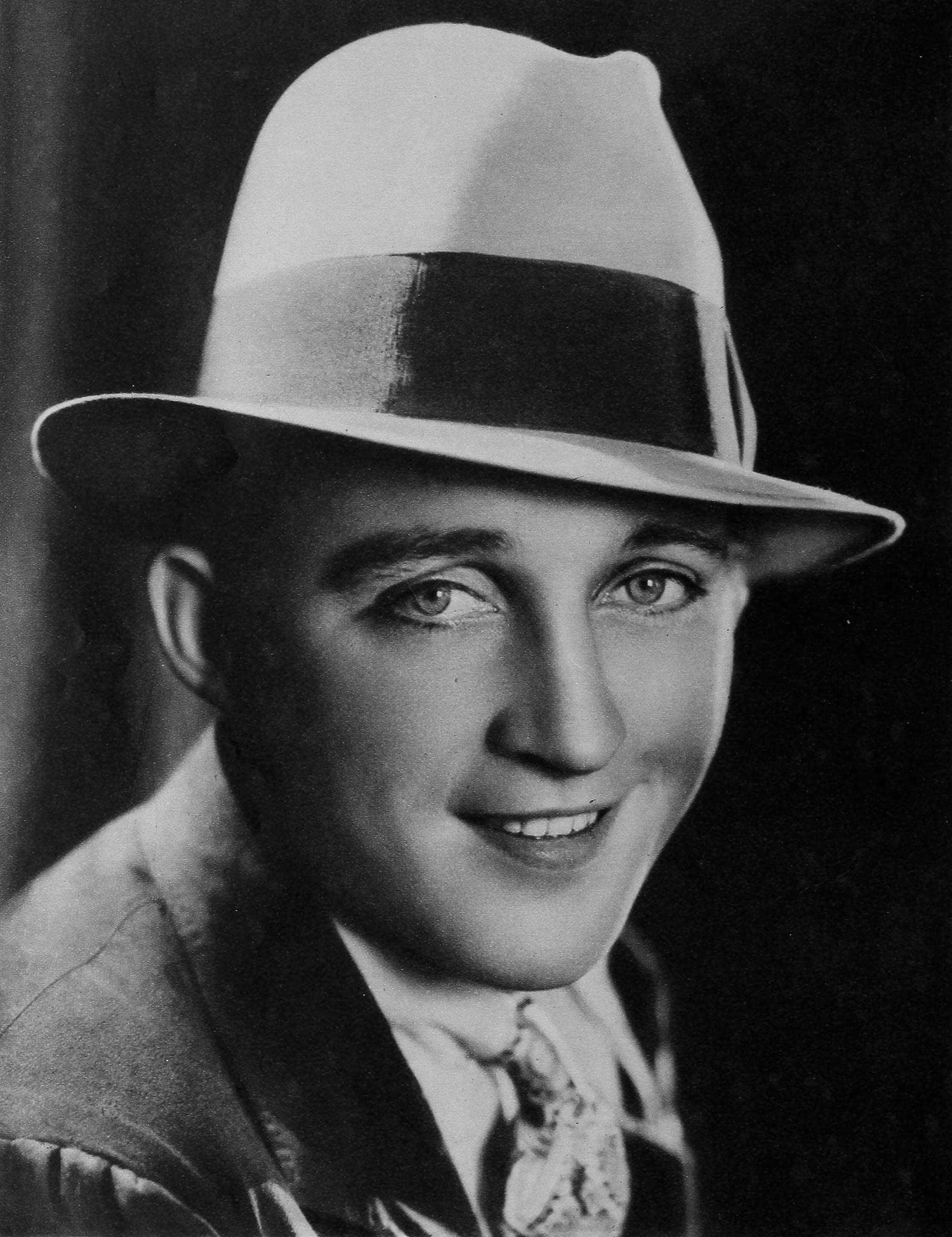
Bing Crosby

La música de los Estados Unidos es un reflejo de la población multiétnica del país en una amplia gama de estilos. Entre los géneros de mayor reconocimiento internacional originarios del país, destacan la marcha, el country, el bluegrass, las llamadas músicas afroamericanas (como el blues, el hip hop, el góspel, el rhythm and blues, el jazz y la música house), la música disco, el ragtime y el rock and roll. Otros géneros musicales que se originaron allí son el pop, el techno, el reguetón, la salsa, 
el glam metal y el barbershop. Además de varios subgéneros, como el dixieland y otras músicas regionales. Así mismo, existen variaciones como la música cinematográfica y los musicales.[cita requerida]
Esta rica herencia musical es fruto de numerosas influencias, entre las que destaca la interacción entre las tradiciones clásicas europeas y la vitalidad de las expresiones regionales y étnicas. De hecho, muchos compositores de música clásica han trabajado sobre formas populares.
Son innumerables las canciones y composiciones escritas por estadounidenses conocidas en todo el mundo; como, por ejemplo, «Jingle Bells» (1857) y «Cumpleaños feliz» (1893), o estándares de jazz como «When the Saints Go Marching In», además de las que forman parte del cantante estadounidense, el Great American Songbook.[cita requerida]
Los Estados Unidos representan el mayor mercado de la industria musical a nivel mundial, con un valor total de 4.372,9 millones de dólares. En el 2011, los Estados Unidos encabezaban el ranking mundial de ventas globales de música, lo que representaba el 26 por ciento del total mundial, seguidos por Japón, con el 25 por ciento.

## Músicas afroamericanas

### Ragtime
La combinación que hizo MacDowell del romanticismo tradicional con nuevas formas musicales influyó significativamente en ciertos compositores que lo siguieron, incluyendo al distinguido neorromántico Samuel Barber (1910-1981). A la vez que MacDowell luchaba por divulgar la música seria entre el público común, el ragtime, un ritmo derivado del dixieland y de la música sureña de taberna, levantaba los ánimos en salas y teatros de toda la nación. La primera música negra en obtener gran popularidad, el ragtime se creó principalmente para el piano, destacando una síncopa casi continua. El compositor más notable fue Scott Joplin (1868-1917), que escribió dos óperas en ese ritmo y confiaba en que su música resistiría la comparación con la música clásica europea. Sin embargo, desde el punto de vista histórico, el ragtime es quizá más importante por su asociación con el blues. Y del blues provino el Jazz, la gran contribución de los Estados Unidos al mundo de la música

### Blues
El blues, cuyo origen se remonta a las canciones folclóricas de África y a la música religiosa cristiana, es un lamento con un deje de resignación y frecuente humor. Entre las primeras grandes voces que se grabaron sobresalieron las de muchas mujeres, incluyendo a Gertrude "Ma" Rainey (1886-1939) y a Bessie Smith (1900-1937). Por lo común, el blues moderno es interpretado por pequeñas bandas que destacan en primer plano la guitarra eléctrica y otros instrumentos, al igual que la voz del cantante. Entre los músicos más populares de esta vertiente se encontraban Muddy Waters (1915-1984) y BB King (1925-2015).

### Jazz

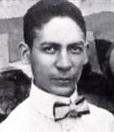
Jelly Roll Morton

Cuando los músicos de blues y de dixieland depuraron sus técnicas instrumentales, nació el jazz, que tiene como una de sus características vitales la improvisación. Por lo general, los músicos escriben una estructura armónica básica y las otras partes se crean espontáneamente basadas en la música que interpreta el resto del grupo.
Alrededor de 1920, el jazz se extendió desde el sur conforme los músicos negros se mudaron a Chicago y Nueva York. El más influyente de los primeros músicos de jazz fue el trompetista Louis Armstrong (1900-1971). Nacido en Nueva Orleans, una de las cunas del jazz, fue el primer cantante famoso de este género y creador del scat, un recurso que consiste en utilizar la voz como instrumento, cantando sílabas sin sentido. Otro de los más destacados jazzistas de esa generación fue Duke Ellington (1899-1974). Pianista, director de orquesta, compositor y arreglista, tuvo un enorme impacto en la composición y ejecución del jazz.
Cada nueva generación del jazz ha explorado nuevas direcciones. A principios de los años 40 surgió un complicado estilo llamado bebop, apoyado por el trompetista "Dizzy" Gillespie (1917-1993) y el saxofonista Charlie Parker (1920-1955), el improvisador más grande del jazz.
En los años 60, músicos de jazz como el trompetista Miles Davis (1926-1991) y el saxofonista John Coltrane (1926-1967) experimentaron con las más variadas influencias musicales. Los más jóvenes empezaron a introducir ritmos de rock and roll. Luego, en los años 70, muchos músicos de jazz experimentaron con instrumentos electrónicos y crearon una mezcla de rock y jazz llamada fusión. En los años 50, el jazz empezó a gozar de amplia popularidad como uno de los bienes culturales más importantes, aumentando su auditorio entre los intelectuales y los estudiantes de nivel superior. Hoy es parte de la corriente principal del espectáculo en Estados Unidos, y los conciertos de jazz atraen a miles de oyentes cada año.
El jazz ha tenido una influencia enorme sobre toda la gama de música de los Estados Unidos. En ninguna obra se puede observar más claramente tal influencia que en la de George Gershwin (1898-1937), uno de los más prestigiosos compositores de este siglo. Compositor de canciones populares, Gershwin también creó una serie de comedias musicales para los escenarios de Broadway. Sus trabajos más notables se han convertido en clásicos modernos, siendo los primeros en incorporar con éxito el jazz a formas tomadas de la tradición europea. Entre ellos están el concierto Rhapsody in Blue (1924) y la ópera Porgy and Bess (1935).

## Musicales

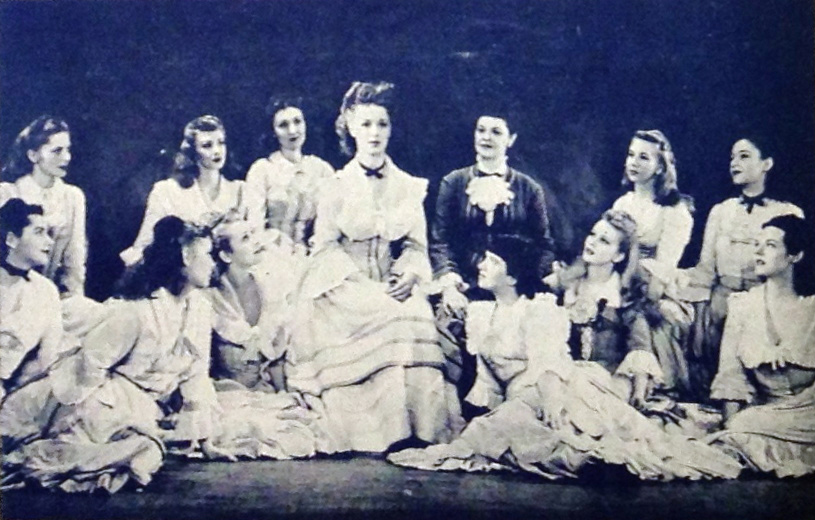
Escena de la producción original de Carrusel.

Desde los años 40, los compositores han tendido a desplazarse en muy diversas direcciones. Algunos recurriendo directamente a influencias tradicionales y a la cultura popular, han conseguido fama a través de sus partituras para comedias musicales. Heredera de los antiguos minstrel shows y la ópera ligera, la comedia musical se ha convertido en una forma original de entretenimiento donde se combinan la canción, el baile, la comedia y el drama. Entre los duetos compositor-letrista de mayor éxito se encuentran Richard Rodgers y Oscar Hammerstein, autores de Oklahoma! (1943) y de Carrusel (1945).[cita requerida]

## Rock and roll
Popularizado en sus inicios por músicos blancos, quienes durante los años 50 interpretaban una miscelánea de góspel sureño, música country y rhythm and blues negro, el rock and roll se convirtió muy rápidamente en una segunda lengua de la juventud. Elvis Presley (1935-1977) fue el primer "rey del rock 'n roll", con ventas que sobrepasaban los 500 millones de discos, y el primer músico de rock al que sus jóvenes admiradores en todo el mundo le otorgaron un nivel casi mitológico.

## Música folclórica

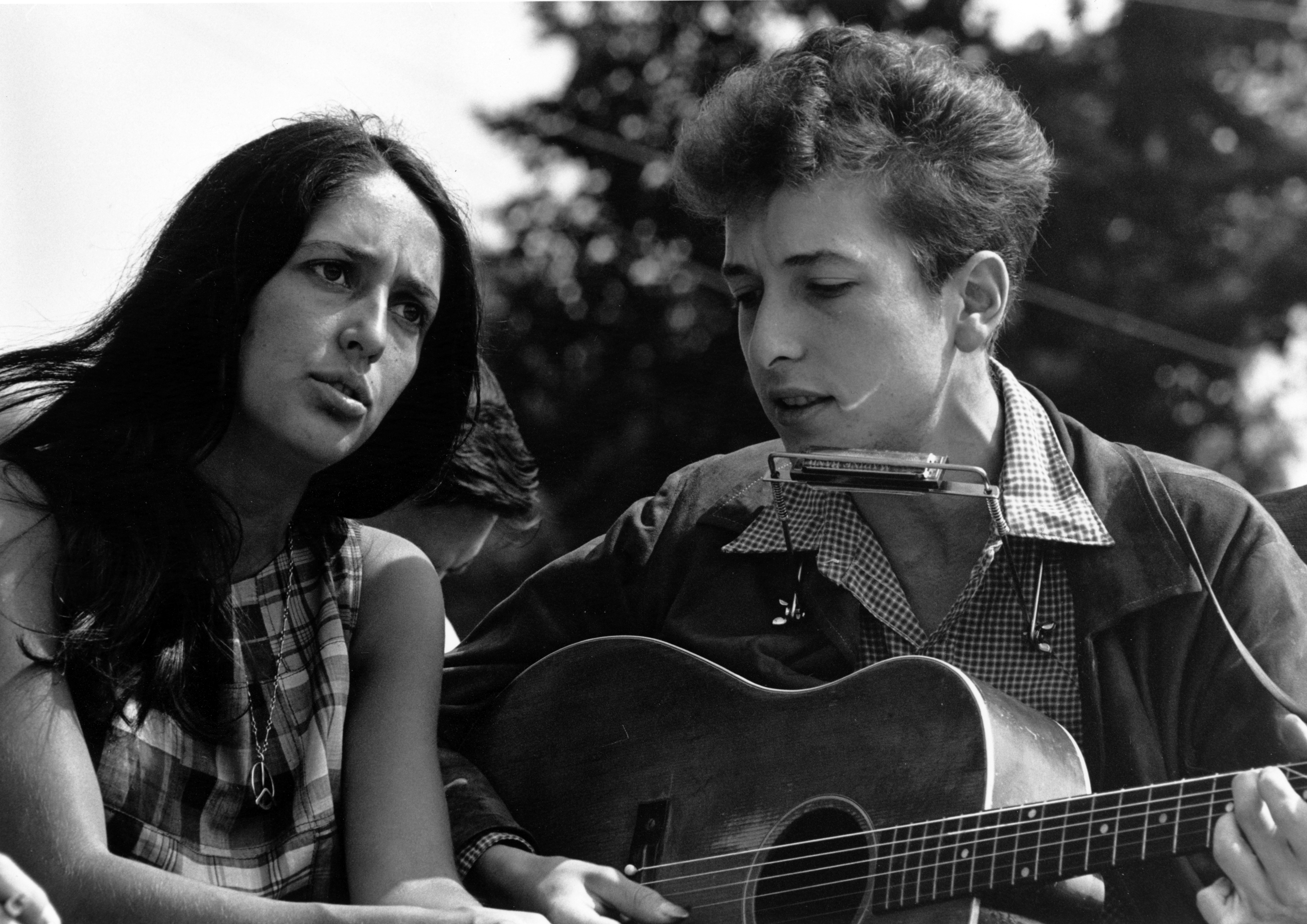
Joan Baez and Bob Dylan

Bob Dylan (nacido en 1941) surgió como uno de los principales compositores e intérpretes durante la explosión de música folclórica que experimentaron los Estados Unidos a principios de los años 60. Sus canciones de protesta llegaron a ser himnos del cambio social, y ejerció una influencia extraordinaria sobre otros músicos y escritores. Los años 60 también fueron testigos del nacimiento del sonido motown, el irresistible rhythm and blues de Detroit. Entre sus estrellas rutilantes sobresale Diana Ross (nacida en 1944). 
Otros estilo del sur que empezaron a obtener amplia popularidad fueron la música country, dominada sobre todo por los músicos establecidos en Nashville, como Willie Nelson (nacido en 1933), y el bluegrass, una mezcla de folclore, blues y música country. El bluegrass aumentó su auditorio gracias a las canciones de Bill Monroe (1911-1996), entre otros.
El rock and roll pareció perder su impulso casi revolucionario en los años 70 y 80. Aun así, algunos artistas sobresalieron, entre ellos el compositor y guitarrista Bruce Springsteen (nacido en 1949), el cantante y compositor Stevie Wonder (nacido en 1950), y el vocalista Michael Jackson (1958-2009). En 1985, millones de personas participaron de los conciertos en pro de la vida, un esfuerzo de las estrellas pop y de rock por recaudar dinero y víveres para combatir la hambruna en África.
Por último, en los años 90 el cantante Kurt Cobain revolucionó la música cuando su banda (Nirvana) lanzó el disco Nevermind en 1991, con lo que se convirtió en uno de los cantantes más importantes e influyentes de todo el mundo.

## Música clásica
Pocos compositores han identificado tanto su obra con los temas y ritmos estadounidenses como Aaron Copland (1900-1990). Su trabajo ejemplifica la tendencia de muchos compositores modernos a escribir música para una amplia gama de propósitos: orquesta, películas, radio, sesiones de grabación, para la enseñanza elemental y la escuela superior. Algunas de sus piezas de concierto más frecuentemente interpretadas se compusieron para el ballet, como la suite "Billy the Kid" (1938) y "Primavera en los Apalaches" (1945).
Muchos otros compositores han experimentado radicalmente con música antitradicional, la cual ha no ha sido fácilmente aceptada por la mayoría del público que gusta de las orquestas. Aunque mientras vivió fue prácticamente desconocido, Charles Ives (1874-1954) es ahora reconocido como un innovador importante. Muchos críticos consideran a Elliott Carter (1908-2012) como el compositor estadounidense más destacado de su generación. John Cage (1912-1992) es notable porque deja algunos elementos de sus obras al azar, y también porque mezcla músicos vivos con aparatos electrónicos. A finales de los años 70 y ya en los 80, Philip Glass (nacido en 1937) alcanzó reconocimiento entre los más jóvenes compositores "minimalistas"; característica de su obra es la excéntrica ópera Einstein en la playa.